# Janice (województwo dolnośląskie)
Janice – wieś w Polsce położona na Przedgórzu Rębiszowskim w województwie dolnośląskim, w powiecie lwóweckim, w gminie Lubomierz.

## Położenie
Janice to mała i luźno zabudowana wieś o długości około 1,25 km leżąca na Pogórzu Izerskim, na Przedgórzu Rębiszowskim, wzdłuż Janickiej Strugi i jej dopływu, na wysokości około 420–455 m n.p.m.

## Historia
Najstarszy dokument, jaki wspomina o wsi, pochodzi z 1348 roku. Wieś nazwano w nim Jansdorf. Janice zostały prawdopodobnie spustoszona podczas najazdu husytów na Śląsk w 1427 roku. W okresie XIV-XVI wieku wieś należała do rodziny von Spiller z Pasiecznika. Później część wsi należała do majątku w Maciejowcu, a część do majątku w Kamienicy.
W latach 1975–1998 miejscowość należała administracyjnie do województwa jeleniogórskiego. 

## Zabytki
W Janicach zachował się fragment ruin wzniesionego na początku XVI w. kościoła ewangelickiego. Kościół został odbudowany po pożarze w 1904 r., a następnie zniszczony w 1945 r. 
Na dawnym cmentarzu ewangelickim zachowały się tu ruiny wieży pełniące funkcje kaplicy i dzwonnicy.